# 达里奥·比瓦斯
达里奥·拉蒙·比瓦斯·贝拉斯科（西班牙語：Darío Ramón Vivas Velasco，1950年6月12日—2020年8月13日），委内瑞拉政治人物，执政党统一社会主义党副主席，首都區区长，2017年全国制宪大会代表。

## 生平
1950年生于塔奇拉州聖克里斯托瓦爾。1990年代末参加左派政党第五共和國運動，至2006年之前一直担任旅行与活动事务主任。2006年当选首都區全国代表大会代表。2007年并入委内瑞拉社会主义统一党。曾在2010年至2011年、2013年至2015年担任全国代表大会第一副主席。2015年还担任各国议会联盟会议副主席。2017年7月30日，当选制宪大会代表。2017年8月9日，他受到美国财政部的制裁。
2020年1月由尼古拉斯·马杜罗任命为首都區区长。2020年7月19日，他宣布自己的新冠病毒检测结果为阳性，并接受隔离治疗。8月13日因2019冠状病毒病并发症逝世。